# Raj Tischbierek
Raj Tischbierek (ur. 24 września 1962 w Lipsku) – niemiecki szachista, publicysta i trener szachowy (FIDE Trainer od 2012), arcymistrz od 1991 roku.

## Kariera szachowa
Od połowy lat 80. XX wieku należał do ścisłej czołówki szachistów Niemieckiej Republiki Demokratycznej. W roku 1984 zdobył tytuł wicemistrza, a w latach 1987 i 1990 - mistrza kraju. W 1990 roku jedyny raz w swojej karierze wystąpił na szachowej olimpiadzie, rozegranej w Nowym Sadzie. W 2001 zajął IV m. w mistrzostwach Niemiec w Altenkirchen (Westerwald).
Do największych turniejowych sukcesów Raja Tischbierka należą m.in. I m. w Budapeszcie (1983), I m. w Rostocku (1984), dz. III m. w Polanicy-Zdroju (1986, memoriał Akiby Rubinsteina, za Peterem Lukacsem i Konstantinem Lernerem, wspólnie z Ralfem Lau), dz. I m. w Halle (1987, wspólnie z Walentinem Łukowem), I m. w Berlinie (1988), I m. w Kopenhadze (1990), II m. w Warszawie (1990, za Jurijem Bałaszowem), I m. w Sankt Augustin (1990), dz. II m. w Ostendzie (1992, za Christopherem Lutzem, wspólnie z Lukiem Winantsem), dz. I m. w Bad Wörishofen (1992, wspólnie z m.in. Rainerem Knaakiem), dz. I m. w Aschach (2001, wspólnie z m.in. Henrikiem Teske, Walerijem Beimem i Nenadem Fercecem) oraz dz. I m. w Cannes (2002, wspólnie z Mihailem Marinem, Walerijem Niewierowem i Arkadijem Rotsteinem).
Najwyższy ranking w karierze osiągnął 1 lipca 1999 r., z wynikiem 2544 punktów zajmował wówczas 13. miejsce wśród niemieckich szachistów.

## Wybrane publikacje
- Sternstunden des Schachs. 30 x Olympia. London 1927 - Manila 1992, Berlin 1992
- SKA Turnier München 1994, Berlin 1994